# Два Папи
«Два Папи» (англ. The Two Popes) — біографічна драмедія 2019 року режисера Фернанду Мейрелліша, знятий за сценарієм Ентоні Мак-Картена, оснований на його ж п'єсі «Папа» 2017 року. Головні ролі виконали Ентоні Гопкінс і Джонатан Прайс.
Прем'єра відбулася на Кінофестивалі в Теллурайді 31 серпня 2019 року. Фільм вийшов в обмеженому прокаті 27 листопада 2019 року у США та 29 листопада 2019 року у Великій Британії, у цифровому форматі стрічка доступна з 20 грудня 2019 року на Netflix.

## У ролях
| Актор            | Роль                           |
| ---------------- | ------------------------------ |
| Ентоні Гопкінс   | Папа Бенедикт XVI              |
| Джонатан Прайс   | кардинал Хорхе Маріо Бергольйо |
| Луїс Гнекко      | Клаудіо Хумус                  |
| Сідні Коул       | Кардинал Пітер Терксон         |
| Лісандро Фікс    | отець Франц Ялікс              |
| Віллі Джона      | Френсіс Арінзе                 |
| Томас Д. Вільямс | американський журналіст        |
| Марія Уседо      | Естер Баллестрін               |
| Джозелло Белла   | Еміліо Едуардо Массера         |
| Емма Боніно      | у ролі себе                    |
| Ліберо Де Рієнцо | Роберто                        |

## Випуск
Світова прем'єра відбулась 31 серпня 2019 року на кінофестивалі в Теллурайді. Фільм також показали 9 вересня 2019 року на Міжнародному кінофестивалі в Торонто. Його випустити в обмеженому прокаті 27 листопада 2019 року у США та 29 листопада 2019 року у Великій Британії, у цифровому форматі стрічка доступна з 20 грудня 2019 року на Netflix.

## Сприйняття

### Критика
Видання «Variety» зазначає: "Стрічка «Два Папи» стала «несподіваним хітом» на прем'єрі на кінофестивалі в Теллурайді, отримавши похвалу за свій гумор та майстерне виконання двома головними акторами. На сайті Rotten Tomatoes фільм має рейтинг схвалення 91 % на основі 33 оглядів із середнім показником 7,8 / 10. На Metacritic середньозважена оцінка становить 83 зі 100 на основі 8 оглядів критиків, що свідчить про «загальновизнану оцінку».
Стрічка отримала різні оцінки від Католицької церкви. На думку багатьох представників церкви у фільмі показано деякі події, яких ніколи не було в реальності та неправду про Папу Бенедикта. Так польський священник Едвард Кабєш заявив, що весь фільм побудований не на фактах, а на інформації з преси. Інші католицькі журналісти та оглядачів, схиляються до думки, що фільм є корисним для пересічного глядача, оскільки пропагує одну з основних християнських чеснот, а саме - ідею прощення. Оглядач авторитетного католицького видання "The Catholic World Report", Філіп Мазурчак наголошує, що художні образи двох пап є збірними фікціями, що включають історичні долі різних історичних персон духовенства католицької церква. Автор резюмує: "Попри те що фільм "Два папи" містить численні неточності, кілька з яких є абсолютно шкідливими, я мушу визнати, що стрічка є зворушливим, направду католицьким, твором" . Офіційне міжнародне онлайн-видання Ордену єзуїтів (вихідцем якого є нинішній папа Франциск), опублікувало рецензію отця Хосефа Родріґеса, де наголошується, що фільм має цінність, якщо сприймається суто як художній. Говорячи про роботу режисера, автор резюмує: "доторк Голівуду" місцями розчаровує, позаяк встромлює драму туди, де в нормі її нема. Але в ці ж самі моменти "доторку людини", Мейрелліш перетворює, на перший погляд, посередність, в золото. (...) В людськості [двох головних героїв] ми проглядаємо глибокий приклад надання та прийняття дарів милосердя і прощення".

### Номінації та нагороди
| Нагороди та номінації фільму «Два Папи» | Нагороди та номінації фільму «Два Папи» | Нагороди та номінації фільму «Два Папи» | Нагороди та номінації фільму «Два Папи» | Нагороди та номінації фільму «Два Папи» | Нагороди та номінації фільму «Два Папи» |
| Рік                                     | Кінофестиваль/кінопремія                | Категорія/нагорода                      | Номінант                                | Результат                               |                                         |
| --------------------------------------- | --------------------------------------- | --------------------------------------- | --------------------------------------- | --------------------------------------- | --------------------------------------- |
| 2019                                    | «Camerimage»                            | «Срібна жабка»                          | Сесар Чарлоне                           | Перемога                                |                                         |
| 2019                                    | «Camerimage»                            | «Золота жабка»                          | Сесар Чарлоне                           | Номінація                               |                                         |
| 2019                                    | Міжнародний кінофестиваль у Гамптоні    | Найкращий художній фільм                | "Два Папи"                              | Перемога                                |                                         |
| 2019                                    | Кінопремія Голлівуду                    | Найкращий сценарист                     | Ентоні Мак-Картен                       | Перемога                                |                                         |
| 2019                                    | Кінофестиваль у Мілл-Веллі              | Нагорода глядачів                       | Фернанду Мейрелліш                      | Перемога                                |                                         |
| 2019                                    | 74-та церемонія БАФТА                   | Найкращий британський фільм             | "Два Папи"                              | Номінація                               |                                         |